# Liste der griechischen Abgeordneten zum EU-Parlament (1984–1989)
Die Liste der griechischen Abgeordneten zum EU-Parlament (1984–1989) listet alle griechischen Mitglieder des 2. Europäischen Parlaments nach der Europawahl in Griechenland 1984.

## Mandatsstärke der Parteien
- KOM: 4
- SOC: 10
- EVP: 8
- ED: 1
- ER: 1

| Nationale Partei                                    | Mandate | Fraktion                                                           |
| --------------------------------------------------- | ------- | ------------------------------------------------------------------ |
| Panellinio Sosialistiko Kinima (PASOK)              | 10      | Sozialdemokratische Fraktion (SOC)                                 |
| Nea Dimokratia (ND)                                 | 09      | Fraktion der Europäischen Volkspartei (EVP) (seit 1985: 8 Mandate) |
| Nea Dimokratia (ND)                                 | 0–      | Fraktion der Europäische Demokraten (ED) (ein Mandat, seit 1985)   |
| Kommunistische Partei Griechenlands (KKE)           | 03      | Fraktion der Kommunisten und Nahestehenden (KOM)                   |
| Kommunistische Partei Griechenlands (Inland) (KKEI) | 01      | Fraktion der Kommunisten und Nahestehenden (KOM)                   |
| Ethniki Politiki Enosis (EPEN)                      | 01      | Fraktion der Europäischen Rechten (ER)                             |
| Gesamt                                              | 24      |                                                                    |

## Abgeordnete
| Bild | MEP                      | von               | bis               | Partei | Fraktion | Anmerkungen                                                              |
| ---- | ------------------------ | ----------------- | ----------------- | ------ | -------- | ------------------------------------------------------------------------ |
|      | Dimitrios Adamou         | 24. Juli 1984     | 5. Oktober 1987   | KKE    | KOM      | Nachrücker: Dimitrios Dessylas                                           |
|      | Alekos Alavanos          | 24. Juli 1984     | 24. Juli 1989     | KKE    | KOM      |                                                                          |
|      | Georgios Anastassopoulos | 24. Juli 1984     | 24. Juli 1989     | ND     | EVP      |                                                                          |
|      | Evangelos Averoff        | 24. Juli 1984     | 26. Juli 1984     | ND     | EVP      | Nachrücker: Konstantinos Stavrou                                         |
|      | Paraskevas Avgerinos     | 24. Juli 1984     | 24. Juli 1989     | PASOK  | SOC      |                                                                          |
|      | Ioannis Boutos           | 24. Juli 1984     | 24. Juli 1989     | ND     | ED       |                                                                          |
|      | Efthymios Christodoulou  | 24. Juli 1984     | 24. Juli 1989     | ND     | EVP      |                                                                          |
|      | Dimitrios Dessylas       | 6. Oktober 1987   | 24. Juli 1989     | KKE    | KOM      | Nachgerückt für Dimitrios Adamou                                         |
|      | Chrysanthos Dimitriadis  | 24. Juli 1984     | 31. Juli 1988     | EPEN   | ER       | Nachrücker: Aristides Dimopoulos                                         |
|      | Aristides Dimopoulos     | 1. August 1988    | 6. Februar 1989   | EPEN   | ER       | Nachgerückt für Chrysanthos Dimitriadis, Nachrücker: Spyridon Zournatzis |
|      | Vassilis Ephremidis      | 24. Juli 1984     | 24. Juli 1989     | KKE    | KOM      |                                                                          |
|      | Dimitrios Evrigenis      | 24. Juli 1984     | 27. Januar 1986   | ND     | EVP      | Nachrücker: Georgios Saridakis                                           |
|      | Konstantinos Filinis     | 28. Januar 1985   | 24. Juli 1989     | KKEI   | KOM      | Nachgerückt für Leonidas Kyrkos                                          |
|      | Nikolaos Gazis           | 24. Juli 1984     | 24. Juli 1989     | PASOK  | SOC      |                                                                          |
|      | Kyriakos Gerontopoulos   | 24. Juli 1984     | 24. Juli 1989     | ND     | EVP      |                                                                          |
|      | Marietta Giannakou       | 24. Juli 1984     | 24. Juli 1989     | ND     | EVP      |                                                                          |
|      | Manolis Glezos           | 24. Juli 1984     | 27. Januar 1985   | PASOK  | SOC      | Nachrücker: Spiridon Kolokotronis                                        |
|      | Spiridon Kolokotronis    | 28. Januar 1985   | 24. Juli 1989     | PASOK  | SOC      | Nachgerückt für Manolis Glezos                                           |
|      | Leonidas Kyrkos          | 24. Juli 1984     | 27. Januar 1985   | KKEI   | KOM      | Nachrücker: Konstantinos Filinis                                         |
|      | Leonidas Lagakos         | 8. Januar 1985    | 24. Juli 1989     | PASOK  | SOC      | Nachgerückt für Grigoris Varfis                                          |
|      | Panayotis Lambrias       | 24. Juli 1984     | 24. Juli 1989     | ND     | EVP      |                                                                          |
|      | Georgios Mavros          | 24. Juli 1984     | 24. Juli 1989     | PASOK  | SOC      |                                                                          |
|      | Konstantina Pantazi      | 24. Juli 1984     | 24. Juli 1989     | PASOK  | SOC      |                                                                          |
|      | Nikolaos Papakyriazis    | 31. Dezember 1985 | 24. Juli 1989     | PASOK  | SOC      | Nachgerückt für Nikolaos Vgenopoulos                                     |
|      | Christos Papoutsis       | 24. Juli 1984     | 24. Juli 1989     | PASOK  | SOC      |                                                                          |
|      | Spyridon Plaskovitis     | 24. Juli 1984     | 24. Juli 1989     | PASOK  | SOC      |                                                                          |
|      | Georgios Romeos          | 24. Juli 1984     | 24. Juli 1989     | PASOK  | SOC      |                                                                          |
|      | Georgios Saridakis       | 28. Januar 1986   | 24. Juli 1989     | ND     | EVP      | Nachgerückt für Dimitrios Evrigenis                                      |
|      | Konstantinos Stavrou     | 27. Juli 1984     | 24. Juli 1989     | ND     | EVP      | Nachgerückt für Evangelos Averoff                                        |
|      | Ioannis Tzounis          | 24. Juli 1984     | 24. Juli 1989     | ND     | EVP      |                                                                          |
|      | Grigoris Varfis          | 24. Juli 1984     | 7. Januar 1985    | PASOK  | SOC      | Nachrücker: Leonidas Lagakos                                             |
|      | Nikolaos Vgenopoulos     | 24. Juli 1984     | 30. Dezember 1985 | PASOK  | SOC      | Nachrücker: Nikolaos Papakyriazis                                        |
|      | Spyridon Zournatzis      | 7. Februar 1989   | 24. Juli 1989     | EPEN   | ER       | Nachgerückt für Aristides Dimopoulos                                     |